# Mount Buller (Australia)
Mount Buller – miasto w Australii, w stanie Wiktoria.